# 颱風派比安 (2000年)
颱風派比安（英語：Typhoon Prapiroon，國際編號：0012，聯合颱風警報中心：20W，菲律賓大氣地球物理和天文管理局：Lusing）為2000年太平洋颱風季第十二個被命名的風暴。「派比安」一名由泰國提供，意思是雨神。

## 發展過程
8月24日18時，一熱帶低氣壓在雅蒲島西北部海面上生成。初向西方移動，後轉向北方向移動。8月26日18時，該熱帶低氣壓在沖之鳥島增強為熱帶風暴，並命名為派比安，轉為向西北方向移動。8月27日18時，派比安往西北方向前進，並增強為強烈熱帶風暴。8月28日12時，派比安改以向北的路徑。8月29日，派比安加速向北前進，並橫過沖繩島附近。8月30日6時，派比安在東海加強為颱風。12時，派比安達到頂峰，最高持續風速為70kt。稍後，派比安進入黃海。8月31日晚上，派比安在北韓黃海南道甕津郡登陸，並減弱為強烈熱帶風暴。9月1日6時，派比安減弱為熱帶風暴。12時，派比安轉化為溫帶氣旋。9月4日12時，完全消散。

## 影響
| 排名   | 风暴名称 | 台风季 | 损失数额（2023年美元） |
| ------ | -------- | ------ | ---------------------- |
| 1      | 杜苏芮   | 2023   | 284億美元              |
| 2      | 密瑞兒   | 1991   | 224億美元              |
| 3      | 海貝思   | 2019   | 206億美元              |
| 4      | 燕子     | 2018   | 170億美元              |
| 5      | 摩羯     | 2024   | NaN美元                |
| 6      | 桑达     | 2004   | 150億美元              |
| 7      | 菲特     | 2013   | 136億美元              |
| 8      | 法茜     | 2019   | 119億美元              |
| 9      | 桑美     | 2000   | 111億美元              |
| 10     | 利奇馬   | 2019   | 111億美元              |
| 来源： |          |        |                        |

### 臺灣
當地發佈最高熱帶氣旋警告信號：海上陸上颱風警報
|  | 彭佳嶼 · 18.1 m/s板橋 · －鞍部 · －竹子湖 · －淡水 · －基隆 · 6.8 m/s臺北 · 6.2 m/s新屋 · －新竹 · 8.1 m/s宜蘭 · 17.6 m/s蘇澳 · 8.8 m/s花蓮 · 5.4 m/s成功（新港） · 10.6 m/s臺東 · 7 m/s大武 · 5.6 m/s蘭嶼 · 23.9 m/s臺中 · 5.2 m/s梧棲 · 11.3 m/s日月潭 · －阿里山 · －嘉義 · 7.8 m/s玉山 · －臺南 · 7.4 m/s高雄 · 6.3 m/s恆春 · 7.9 m/s澎湖 · 8.5 m/s東吉島 · －金門 · －馬祖 · － 中華民國交通部中央氣象署署屬氣象測站測得最大持續風力。圖例： · 無數據 · 測得5級風或以下 · 測得6至7級風 · 測得8至9級風 |  | 彭佳嶼 · 25.1 m/s板橋 · －鞍部 · －竹子湖 · －淡水 · －基隆 · 13.7 m/s臺北 · 11.9 m/s新屋 · －新竹 · 14.5 m/s宜蘭 · 7.7 m/s蘇澳 · 16.6 m/s花蓮 · 7 m/s成功（新港） · 18.4 m/s臺東 · 16.8 m/s大武 · 11.2 m/s蘭嶼 · 37.2 m/s臺中 · 10.8 m/s梧棲 · 17.4 m/s日月潭 · －阿里山 · －嘉義 · 10.5 m/s玉山 · －臺南 · 11.5 m/s高雄 · 11.3 m/s恆春 · 13.6 m/s澎湖 · 16.1 m/s東吉島 · －金門 · －馬祖 · － 中華民國交通部中央氣象署署屬氣象測站測得最大陣風。圖例： · 無數據 · 測得5級風或以下 · 測得6至7級風 · 測得8至9級風 · 測得10至11級風 · 測得12至15級風 |

### 中国大陆
在天文潮、風暴潮及大雨的共同影響下，江蘇及浙江省損失慘重，沿岸地區受烈風吹襲，幾千間房屋倒塌，數十萬公頃農田受浸，上海兩個機場需暫時關閉。兩省共有數人死亡，百人受傷。

### 
在派比安的吹襲下，北韓最少有42人死亡，多處道路及農地被毀。

## 熱帶氣旋警告使用記錄

### 臺灣
| 中央氣象局 颱風警報 | 中央氣象局 颱風警報 | 中央氣象局 颱風警報 |
| ------------------- | ------------------- | ------------------- |
| 上一熱帶氣旋        | 海上颱風警報        | 下一熱帶氣旋        |
| 強烈颱風碧利斯      | 海上颱風警報        | 輕度颱風寶發        |
| 強烈颱風碧利斯      | 陸上颱風警報        | 輕度颱風寶發        |

## 外部連結
- （日語）日本氣象廳首頁 （页面存档备份，存于）
- （英文）聯合颱風警報中心首頁 （页面存档备份，存于）
- （简体中文）中央氣象台首頁
- （繁體中文）中央氣象局首頁 （页面存档备份，存于）
- （繁體中文）香港天文台首頁 （页面存档备份，存于）
- （繁體中文）澳門地球物理暨氣象局首頁 （页面存档备份，存于）

| 首任 | 太平洋颱風季名稱 派比安 Prapiroon | 繼任 2006年 |